# Carolles
Carolles är en kommun i departementet Manche i regionen Normandie i norra Frankrike. Kommunen ligger i kantonen Sartilly som tillhör arrondissementet Avranches. År 2022 hade Carolles 768 invånare. I Sverige är  Carolles bekant som konstnären Per Ekströms vistelseort och betydelsefulla inspirationskälla på 1880-talet.

## Befolkningsutveckling
Antalet invånare i kommunen Carolles
| Referens: INSEE |